# Glamdring

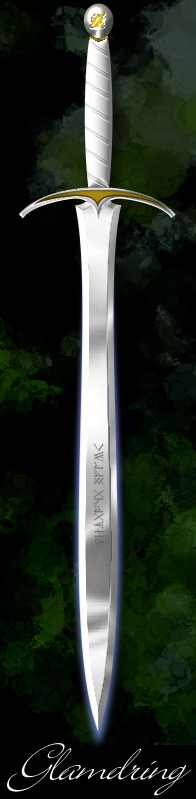
Une représentation de Glamdring.

Glamdring est une épée du légendaire de l'écrivain britannique J. R. R. Tolkien, apparaissant dans Bilbo le Hobbit.
C'était l'épée-sœur d'Orcrist retrouvée par Gandalf dans un repaire de Trolls, lors de sa participation à l'expédition avec Thorin II. Elle fut créée par les elfes de Gondolin, et aurait appartenu à Turgon. Lorsque des Orques sont à proximité, elle émet une lumière bleue.

« Il tira de nouveau son épée et de nouveau elle lança d'elle-même un éclair dans l'obscurité. Quand des Gobelins se trouvaient dans les parages, elle flambait avec une rage qui la faisait étinceler ; à présent, elle brillait d'une flamme bleue de joie d'avoir tué le grand seigneur de la cave. Elle n'eut aucune difficulté à trancher les chaînes et à libérer les prisonniers aussi rapidement qu'il était faisable. Cette épée se nommait, vous vous en souvenez, Glamdring, le Marteau à Ennemis. Les Gobelins l'appelaient seulement Batteuse, et ils la haïssaient encore plus que Mordeuse, si la chose était possible. »

— J. R. R. Tolkien, Bilbo le Hobbit

## Adaptation dans d'autres médias
Glamdring est présente dans les trilogies cinématographiques Le Seigneur des Anneaux et Le Hobbit réalisées par Peter Jackson. Elle a la capacité de briller à l'approche des Orques.